# António Augusto Soares de Passos
António Augusto Soares de Passos (ur. 1826, zm. 1860) – poeta portugalski, przedstawiciel ultraromantyzmu, to znaczy drugiej fazy romantyzmu.

## Życiorys
António Augusto Soares de Passos urodził się w Porto 27 listopada 1826. Studiował prawo na Uniwersytecie w Coimbrze. W 1851 był jednym z założycieli pisma O Novo Trovador (Nowy Trubadur). Po ukończeniu studiów i powrocie do rodzinnego miasta współpracował z pismami O Bardo i A Grinalda. Zmarł na gruźlicę 8 lutego 1860.

## Twórczość
Za życia António Augusto Soares de Passos wydał tylko jeden tomik wierszy zatytułowany po prostu Poesias. Zbiorek ten po raz pierwszy ukazał się w 1856. Wśród utworów zebranych w tym tomie znajduje się wiersz poświęcony Luísowi de Camõesowi (A Camões) i ballada historyczna Boabdil opowiadająca o ostatnim muzułmańskim królu Granady. Wiersz O anjo da humanidade poeta napisał oktawą, czyli strofą ośmiowersową rymowaną abababcc, niezwykle popularną w Portugalii od XVI wieku i nazywaną tam oitava rima.
Era na estancia crystallina e pura,

Que além do firmamento rutilante

Se ergue longe de nós, e está segura

Em milhões de columnas de diamante;

Jerusalém celeste onde fulgura

Do eterno dia o resplendor constante,

E onde reside a gloria e magestade

D'Aquelle que povôa a immensidade.